# Educação empreendedora

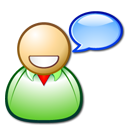

O termo Educação Empreendedora data do século XVII e tem origem na economia, com Jean-Baptiste Say (1767 – 1832).
Esse tipo de educação busca inspirar nos alunos a vontade de empreender. Para isso, busca desenvolver as qualidades e habilidades necessárias á um empreendedor, como a capacidade de enxergar oportunidades, a proatividade e a confiança. A Educação Empreendedora pode estar presente em várias etapas do ensino, desde a escola até a formação profissional, inclusive com cursos voltados exclusivamente para o assunto, como é o caso do Empretec, oferecido pelo SEBRAE.
Investir em uma educação empreendedora significa investir no futuro sócio econômico de um país. Tento em vista as dificuldades econômicas encontradas no Brasil, empreender pode ser a solução para aqueles que não conseguem um local no mercado de trabalho.  

## Educação Empreendedora x Administração
Muitas pessoas chegam a confundir o ensino do empreendedorismo com o ensino da administração.
Administração, ou Gestão, é uma ciência que estuda as práticas administrativas, ou seja, as práticas utilizadas para gerenciar recursos (sendo eles financeiros, materiais ou até mesmo humanos). Essa gerencia tem como objetivo atingir metas pré-estabelecidas, como maximizar os lucros, o crescimento da organização em questão ou mesmo a satisfação de seus clientes. Aprender Administração/Gestão é aprender sobre esse conjunto de práticas e como utiliza-las em uma organização real, adaptando-as às necessidades da empresa, quando necessário.
Por outro lado, Empreender significa criar uma nova organização. Essa organização normalmente é responsável inserir no mercado algum produto inovador, mas isso não significa que todos os novos empreendimento apresentem inovação no produto ou serviço oferecido: é possível estabelecer uma organização mais tradicional. A Educação Empreendedora consiste, como mencionado anteriormente, na busca pelo desenvolvimento de qualidades e habilidades necessárias a um empreendedor, a alguém que pretende ter seu  próprio negócio. Segundo Bill Aulet, diretor do Centro Martin Trust para Empreendedorismo, vinculado ao Messassuchets Institute of Technology (MIT) nos Estados Unidos, escreve em seu livro, Disciplined Entrepreneurship, que a ementa de um curso de Educação Empreendedora deve desenvolver no aluno um conjunto diverso de habilidades através de experiências práticas, além de sugerir que ele deve focar menos no ‘como’ e se voltar para o ‘onde’ .

### Negócios Sociais

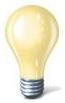

O conceito de Negócio Social foi descrito pela primeira vez por Muhammad Yunus em seus livros Building Social Business – The New Kind of Captalism that Serves Humanity’s Most Pressing Needs e Creating a World Without Poverty – Social Business and the future of Captalism. Segundo o autor um negócio Scial é uma empresa que através dos seus produtos ou serviços prestados impactam de forma positiva a sociedade onde ela está inserida. Muitas pessoas confundem empresas que desenvolvem negócios sociais com ONGs ou organizações sem fins lucrativos, mas estes não são a mesma coisa. Uma organização que desenvolve um negócio social não está muitas vezes está visando também o lucro que aquele empreendimento irá trazer, em nenhum momento essas empresas pensam em acumular perdas quando lançam um negócio social. Logo, diferente do que muitas pessoas pensam esse tipo de negócio está sim vinculado ao lucro.
O interesse por empreendimentos voltados á negócios sociais vem crescendo e se traduz no maior número de empresas voltadas a esse mercado.

### Movimento Empresa Júnior
O Movimento Empresa Júnior (MEJ) teve início na década de 60, na França, quando depois da Segunda Guerra Mundial as universidades verificaram a necessidade dos alunos em graduação em obter algum conhecimento prático daquilo que estavam estudando antes de entrar no mercado de trabalho. O movimento consiste na criação de empresas reais, onde os funcionários/membros, são alunos de graduação. O MEJ é um dos movimentos estudantis que mais cresce e um os maiores no mundo. O movimento chegou ao Brasil em 1988, com a fundação da primeira empresa júnior brasileira, a Empresa Júnior Fundação Getúlio Vargas. Nos anos seguintes se espalhou por diversos estados do país e hoje está presente na maioria deles. O MEJ tem como missão ‘Formar, por meio da vivência empresarial, empreendedores capazes de transformar o Brasil’, sendo assim, seu objetivo maior é formar empreendedores, utilizando-se da experiência real em uma empresa para atingir tal objetivo. Hoje no Brasil o movimento é representado pela Brasil Júnior que é a Confederação Brasileira de Empresas Juniores e por Federações em 13 dos 26 estados brasileiros e no distrito federal. Na Europa, o MEJ tem como representante oficial a JADE, a European Confederation of Junior Enterprises. Empresas Juniores também se fazem presentes na América do Norte e na Ásia.

#### CITi Partner
O CITi Partner foi um antigo programa criado pelo CITi – Centro Integrado de Tecnologia da Informação, empresa júnior do Centro de Informática da Universidade Federal de Pernambuco. Consistia num programa dedicado à educação empreendedora de base que eleva á missão do Movimento Empresa Júnior a outro nível. O programa buscou orientar Start-Ups até que elas atindissem o nível necessário para ingressar em uma incubadora. Foram ministradas palestras e cursos voltados a desenvolver o perfil empreendedor dos membros das Start-Ups, além de desenvolver o produto que as mesmas estão propondo. Um acompanhamento do desempenho dessas empresas iniciantes também foi realizado.